# Петроградський договір
Петроградський договір — російсько-японський договір підписаний у Петрограді 20 червня (3 липня) 1916 С. Д. Сазоновим з боку Росії та Ітіро Мотоно з боку Японії. Фактично встановлював російсько-японський союз. Складався з гласної і секретної частин (остання опублікована лише після Жовтневої революції 1917 р.). Угода була укладена на 5 років. Це був останній з договорів, укладених між Російською і Японською імперіями. Після Жовтневої революції уряд Росії анулювало всі секретні договори, які уклали Російська імперія з Японією.
У гласній частині договору обидва уряди зобов'язувалися не брати участь у будь-якій політичних союзах, спрямованої проти однієї зі сторін, а у випадку загрози їхнім територіальними правам чи особливим інтересам на Далекому Сході домовитися про загальні заходи захисту.
Секретна частина, підтверджуючи три попередні російсько-японські угоди (1907, 1910 і 1912), передбачала також домовленість про загальні заходи, які необхідно буде прийняти, щоб не допустити встановлення в Китаї політичного панування якої-небудь третьої держави, ворожій Росії чи Японії. Якби через ці заходи одна зі сторін виявилася втягнута у війну з третьою державою, інша сторона повинна на першу вимогу спільниці прийти їй на допомогу і не укладати миру з цією третьою державою без взаємної згоди. Умови допомоги визначались спільно. Обмовлялося, однак, що жодна зі сторін не зобов'язана надавати збройну допомогу, не забезпечивши собі сприяння, що відповідає серйозності конфлікту, з боку своїх союзників (Франція для Росії, Велика Британія для Японії).